# Merbeck
Merbeck ist ein Ortsteil der Mittelstadt Wegberg im Kreis Heinsberg im Bundesland Nordrhein-Westfalen.

## Geografie

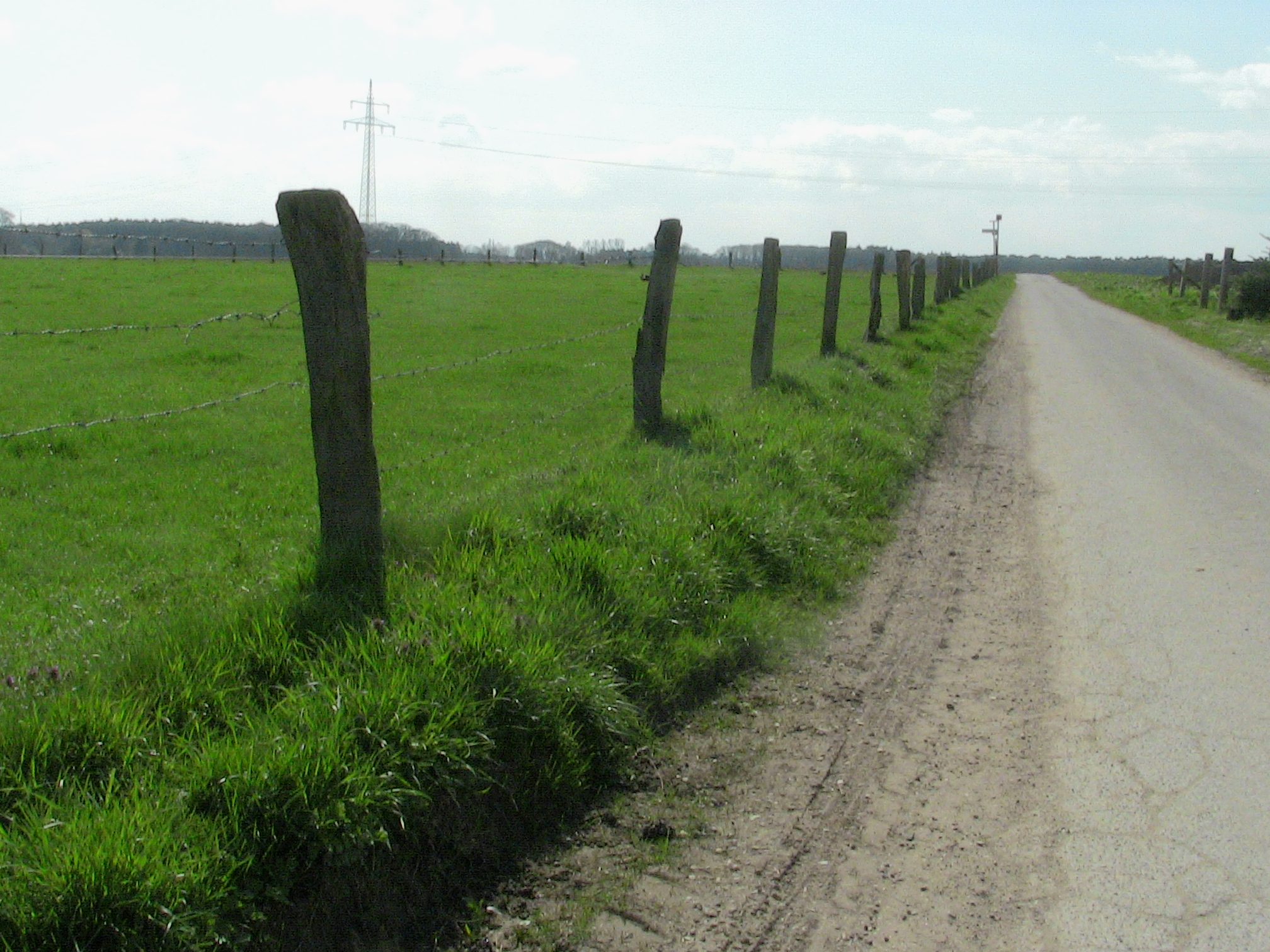
Feldweg am Portejansweg

Merbeck liegt nordwestlich von Wegberg an den Landesstraßen 126 und 367. Merbeck wird vom Slipsbach durchflossen. Er durchzieht den Ort in nordöstlicher Richtung und mündet in Lüttelforst in die Schwalm. Merbeck liegt im Naturpark Maas-Schwalm-Nette.

### Nachbarorte
| Niederkrüchten | Tetelrath                                   | Lüttelforst |
|                | Kompassrose, die auf Nachbargemeinden zeigt |             |
| Arsbeck        | Klinkum                                     | Wegberg     |

### Ortsbeschreibung
Obwohl der Slipsbach heute nur noch ein dünnes Rinnsal ist, hat er für Merbeck in doppeltem Sinn Bedeutung: er gab bei Anlage des Ortes die Grundstruktur vor. Die Höfe reihen sich zu beiden Seiten parallel zum Bach auf. Ihre Felder (Hufen, eine Hufe = 30 Morgen) lagen in Streifen hinter den Höfen bis zum Waldrand. Auf diese Weise wurde Merbeck als ein Waldhufendorf angelegt. Der Bach ist auch für die Namensgebung des Ortes verantwortlich. Wie noch die Tranchotkarte (1806) dieses Gebiet zeigt, bildet er innerhalb des Ortes kleine Weiher, Tümpel, die auch Maare genannt werden.
Die Zahl der Bauernhöfe ist im letzten Jahrhundert sehr zurückgegangen. So zählte man noch nach dem Zweiten Weltkrieg etwa 17 bäuerliche Betriebe; heute sind es nur noch vier.

## Geschichte

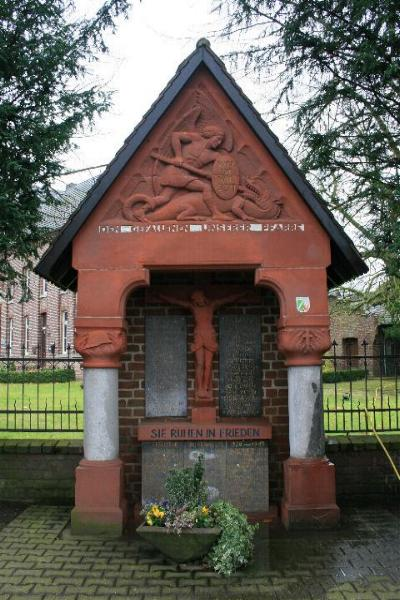
Kriegerehrenmal in Merbeck

Der Ort erscheint in einer Urkunde von 1295 unter dem Namen Marbach: Dorf, das an einem Bach liegt, der Maare bildet. Dieser Name verwandelte sich im Laufe der Jahrhunderte zu Marbach, Marbech, Marbeck und Merbeck. Es gab in früheren Jahrhunderten in Merbeck eine Reihe namhafter Höfe. So waren der Houbenhof und der Herrenhof von 1295 bis 1790 im Besitz des Kölner Domstifts. Heute zeugen nur noch einige Straßennamen von ihrer Existenz: „Am Houbenhof“ und „Herrenbruchweg“.
Merbeck gehörte von seinem Anfang an zur Gemeinde und Pfarre Niederkrüchten. Im Jahre 1818 wurde der Ort auf Bitten seiner Bewohner durch den damals zuständigen Bischof von Lüttich zur selbstständigen Pfarre erhoben. Als Pfarrkirche diente eine Kapelle, die schon im 15. Jahrhundert erwähnt wurde. Diese wurde 1824 durch ein angebautes Langhaus erweitert. In dieser Form diente sie ein dreiviertel Jahrhundert ihrem Zweck, wurde dann aber zu klein.
Im Jahre 1904 legte man den Grundstein zu einer neuen Pfarrkirche, St. Maternus. Sie wurde im neugotischen Stil nach Plänen der Architekten Carl Rüdell und Richard Odenthal aus Köln errichtet und ausgestattet. Sie ist eine dreischiffige Backsteinkirche mit Querschiff. Der im Osten vorgebaute viergeschossige Turm hat einen achtseitigen schlanken Helm.
In der Nähe der Pfarrkirche an der Ecke Maternus-Straße / Arsbecker Straße befindet sich ein von Hein Minkenberg gestaltetes Ehrenmal für die Gefallenen und Vermissten der beiden Weltkriege, eingeweiht wurde es am 29. Juni 1921. Es zeigt im Giebel den Erzengel Michael im Kampf mit dem Drachen. Vier weitere Kapellchen sind in Merbeck zu finden.
Am 1. Januar 1972 wurde Merbeck aus der Gemeinde Niederkrüchten in die Gemeinde Wegberg umgegliedert.

## Infrastruktur
Im Juni 2011 lebten in Merbeck 1480 Personen. Es existieren vier landwirtschaftliche Betriebe, sowie Pferdehöfe und Reitställe, eine Baumschule und weitere Gewerbe- und Kleingewerbebetriebe. Aber auch Gastronomie, ein Hotel und mehrere Pensionen sind anzutreffen. Es gibt einen Kindergarten und einen Teilstandort der Erich Kästner Grundschule Wegberg.
Die AVV-Buslinien 418 und SB8 der WestVerkehr verbinden Merbeck wochentags mit Wegberg, Erkelenz und Niederkrüchten. Abends und am Wochenende kann der MultiBus angefordert werden.
| Linie | Verlauf |
| ----- | --- |
| 418   | Erkelenz Bf (– Erkelenz ZOB) (→ Kehrbusch → Isengraben → Flassenberg) / (← Isengraben ← Kehrbusch) – Grambusch – Schwanenberg – Geneiken – (Wildenrath Gewerbegebiet –) Tüschenbroich – Watern – Wegberg Busbf (– Wegberg Bf – Harbeck – Merbeck – Venn – Tetelrath – Silverbeek – Niederkrüchten) |
| SB8   | Schnellbus: Erkelenz Bf – Erkelenz Burg / Erkelenz ZOB – Holtum – Uevekoven – Wegberg – Harbeck – Berg – Rickelrath – Schwaam – Venheyde – Merbeck – Abzw. Tetelrath – Silverbeek – Niederkrüchten                                                                                                 |

## Sehenswürdigkeiten

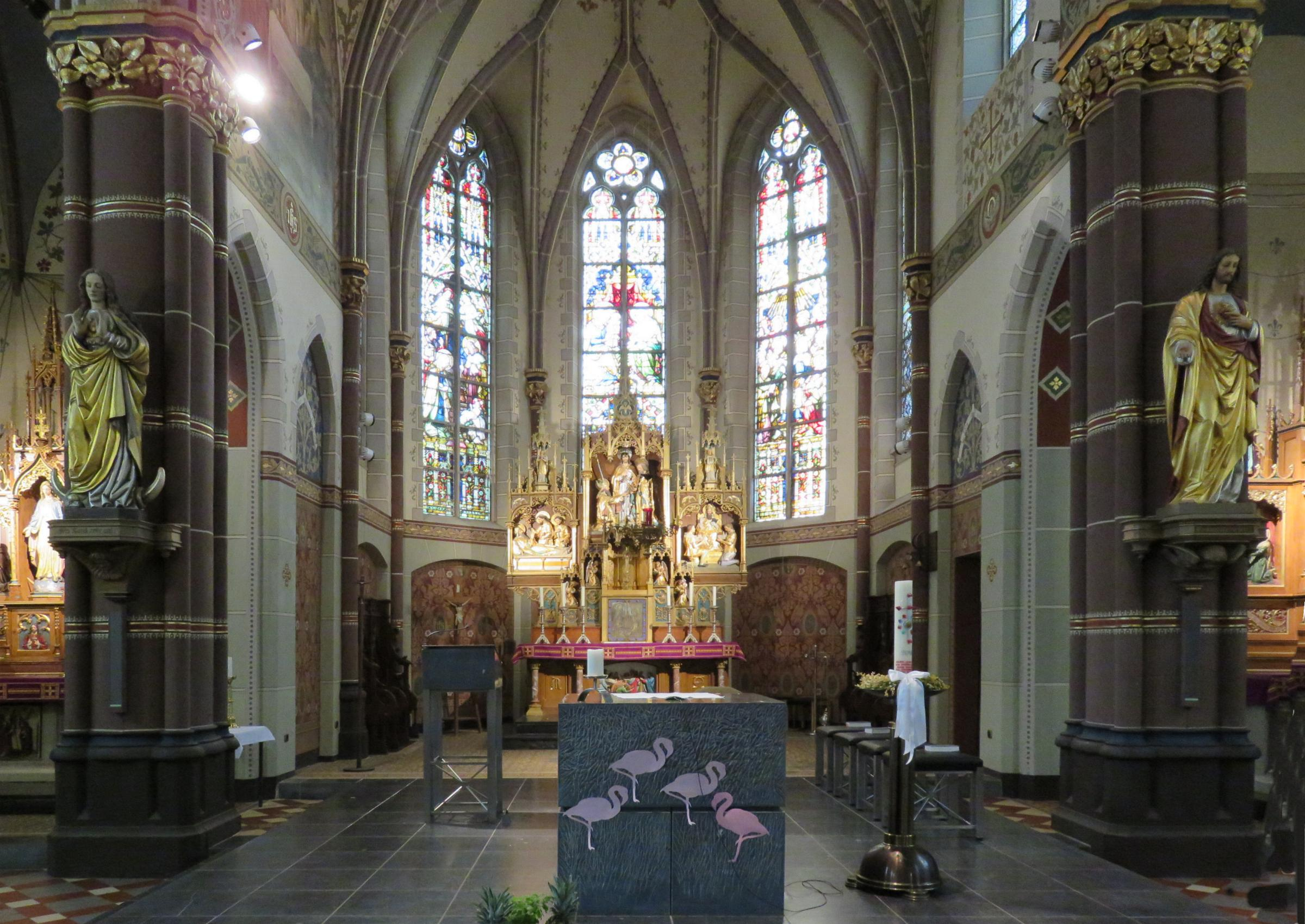
St. Maternus Kirche

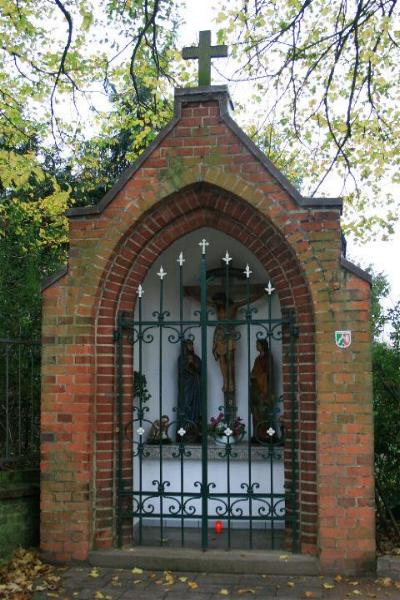
Kapellchen auf dem Friedhof

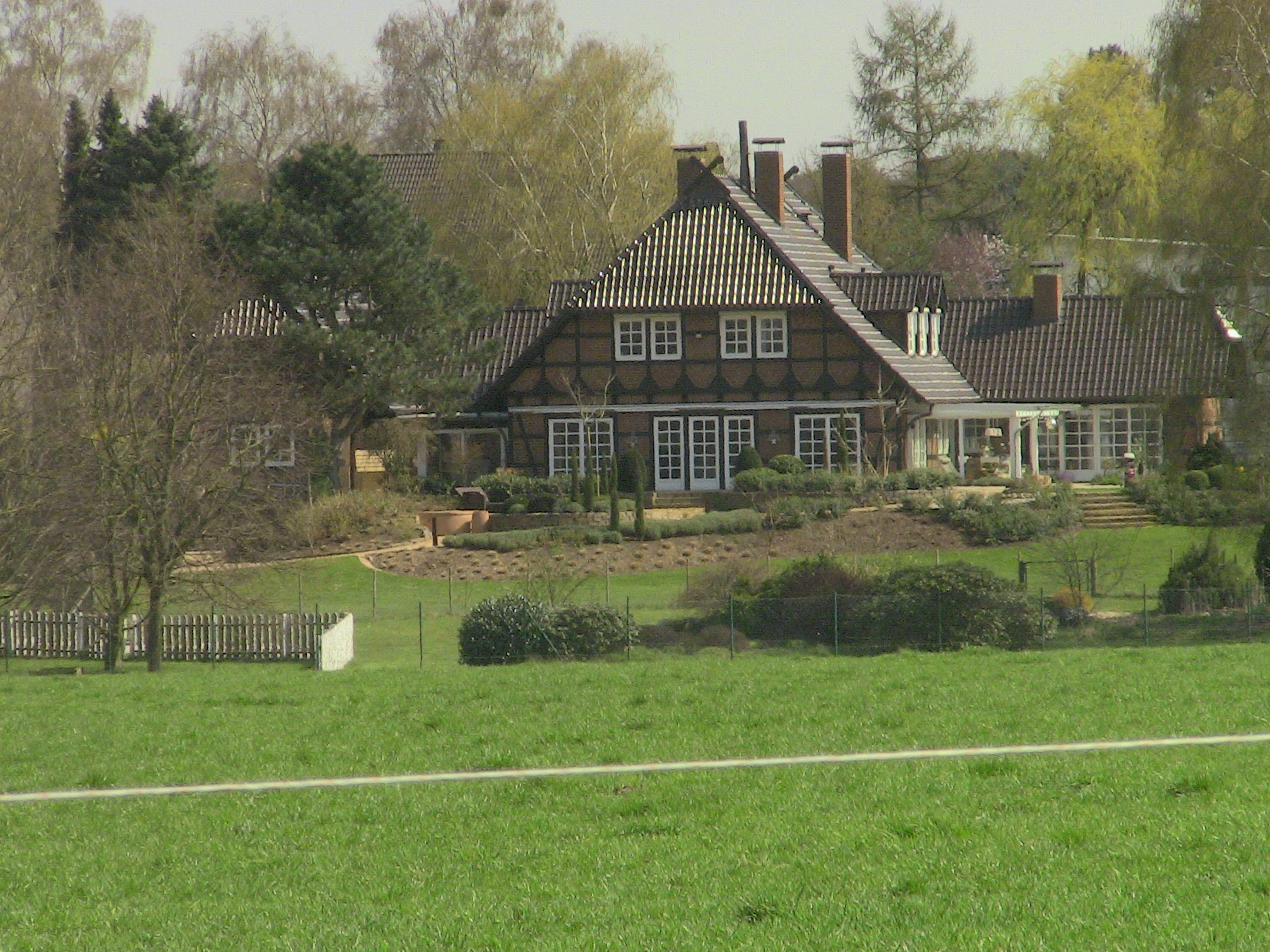
Fachwerkhaus an der Arsbeckerstraße

- Kath. Filialkirche St. Maternus, St. Maternusstraße 1 als Denkmal Nr. 65
- Kapellchen, St. Maternusstraße als Denkmal Nr. 66
- Kapellchen, Arsbecker Straße als Denkmal Nr. 67
- Kapellchen, Hallerstraße als Denkmal Nr. 68
- Kriegerehrenmal Arsbecker-/St. Maternusstraße als Denkmal Nr. 69
- Pfarrhaus, St. Maternusstraße 3 als Denkmal Nr. 70
- Gehöft, Hallerstraße 17 als Denkmal Nr. 71

## Vereine
- Förderverein KiTa Wildwiese e. V.
- Dorfgemeinschaft Merbeck
- St. Maternus-Schützenbruderschaft Merbeck
- St. Matthias-Bruderschaft Merbeck
- Kirchenchor „Cäcilia“ Merbeck
- Merbecker Karnevalsgesellschaft MKG 1992 e. V.
- Trommler- und Pfeifercorps „Schwalmtal“ Merbeck
- Oldtimer Traktoren Club Merbeck 1991
- Frauengemeinschaft Merbeck
- Sportverein Merbeck 1912 e. V.
- Geflügelliebhaber Merbeck
- Freiwillige Feuerwehr Wegberg, Löschgruppe Merbeck
- Reservistenkameradschaft Merbeck